# David Maslanka
David Henry Maslanka (New Bedford, Massachusetts, 30 augustus 1943 – Missoula, 7 augustus 2017) was een Amerikaans componist en muziekpedagoog.

## Levensloop
Maslanka studeerde van 1961 tot 1965 compositie aan het Oberlin College Conservatory of Music en behaalde de Bachelor of Music. Een jaar was hij aan de Universität für Musik und Darstellende Kunst "Mozarteum" Salzburg te Salzburg. Aansluitend studeerde hij van 1965 tot 1971 aan de Michigan State University in East Lansing (Michigan) onder andere compositie bij Henry Owen Reed, muziektheorie bij Paul Harder en klarinet bij Elsa Ludwig-Verdehr. Hij behaalde zijn Master of Music en promoveerde tot Ph.D. (Philosophiae Doctor).
Van 1970 tot 1974 was hij docent aan de State University of New York, College of Music in Geneseo, New York. Aan het Sarah Lawrence College in Bronxville, New York doceerde hij van 1974 tot 1980. Verder heeft hij aan de New York University van 1980 tot 1981 doceert en uiteindelijk was hij Associate Professor aan het Kingsborough College of the City University of New York van 1981 tot 1990. Sindsdien is hij freelance componist. 
Maslanka's werken voor harmonieorkest zijn in de HaFa-wereld overbekend en worden op vele wedstrijden en concoursen verplicht gesteld. Hij werd voor zijn composities met vele nationale en internationale prijzen en onderscheidingen bekroond. Veel van zijn werken zijn opgenomen voor het Amerikaanse platenlabel Albany Records.
Zijn vrouw overleed op 3 juli 2017. Bij hem was in juni 2017 kanker vastgesteld. Hij overleed enkele maanden later op 73-jarige leeftijd.

## Composities

### Werken voor orkest
- 1970 · Symfonie nr. 1
- 1989 · A Child's Garden of Dreams - Book 2, voor groot orkest
- 1992 · Muziek voor strijkorkest (Music for String Orchestra)
- 1998 · In lonely fields, voor zeven solo slagwerkers en orkest
- 2001 · 11:11 – A Dance at the edge of the World, voor orkest
- 2004 · Symfonie nr. 6 «Living Earth»

### Werken voor harmonieorkest

#### Symfonieën
- 1985 · Symfonie nr. 2, voor harmonieorkest
- 1991 · Symfonie nr. 3, voor harmonieorkest
- 1993 · Symfonie nr. 4, voor orgel en harmonieorkest
- 2000 · Symfonie nr. 5, voor harmonieorkest
  1. Moderate
  2. Moderate
  3. Slow
  4. Moderate
- 2005 · Symfonie nr. 7, voor harmonieorkest
- 2008 · Symfonie nr. 8, voor harmonieorkest
- 2011 · Symfonie nr. 9, voor harmonieorkest

#### Concerten voor instrumenten en harmonieorkest
- 1974-1976 · Concerto, voor piano en harmonieorkest
  1. Moderate, with heavy energie
  2. Slow - dance fantasy
  3. Fast, aggressive
- 1990 · Concerto, voor marimba en harmonieorkest
- 1994 · Variants on a Hymn Tune, voor eufonium en harmonieorkest
- 1996 · Hell's gate, voor drie saxofoons en harmonieorkest
- 1997 · Sea Dreams: Concert, voor twee hoorns en harmonieorkest
- 1998 · Ufo Dreams: Concert, voor eufonium en harmonieorkest
- 1999 · Concert, voor altsaxofoon en harmonieorkest
  1. Song: “Fire in the Earth”
  2. Interlude: “Bright Window, Your Night is Full of Stars”
  3. Song: “Dear Jesus, what have you DONE?!”
  4. Interlude: “Starry Night”
  5. Song: “Mortal, have you seen this?”
- 2001 · Song Book, voor fluit en harmonieorkest
  1. Christ ist Erstanden
  2. Solvitur Ambulando
  3. Von gott will Ich nicht lassen
  4. In the Crucible of Your Pain
  5. O Gott, du frommer Gott
- 2002 · Concert no. 2, voor piano en harmonieorkest
  1. Dragonfly Delight - In Memoriam H.B.
  2. Enigma
  3. What's Up
  4. Howl - A Vision of St. Francis
  5. Groucho's Dance
- 2005 · Desert Roads (klarinetconcert)
- 2006 · David's Book (slagwerkconcert)
- 2007 · Concert voor trombone en harmonieorkest
- 2010 · O Earth, O Stars (dubbelconcert fluit/cello)

#### Andere werken voor harmonieorkest
- 1980 · Four pieces for Band
  1. “Rollo Takes a Walk”
  2. “Thursday in the Rain”
  3. “Uptown Dancer”
  4. “Fanfare”
- 1981 · Prelude on a Gregorian Tune - «Christe Fili Dei vivi, Miserere nobis»
- 1981 · A Child's Garden of Dreams, voor harmonieorkest
- 1983 · A Child's Garden of Dreams - Book 2, No.4 (“Swarms of Gnats”)
- 1989 · In Memoriam, voor harmonieorkest - gebaseerd op het motief: Wer nur den lieben Gott lässt walten van Johann Sebastian Bach
- 1990 · Golden Light - A Celebration Piece, voor harmonieorkest
- 1993 · Montana Music: Chorale Variations over “O Haupt voll Blut und Wunden”, voor harmonieorkest
- 1994 · Tears
  1. Quite Slow
  2. Moon Dance
- 1994 · Laudamus Te
- 1995 · A Tuning piece: Songs of Fall and Winter
- 1997 · Morning Star, voor harmonieorkest
- 1997 · Heart Songs, voor jeugdharmonieorkest
- 2001 · Testament
- 2003 · Traveler

### Muziektheater

#### Opera's
| Voltooid in | titel               | aktes | première | libretto                                            |
| ----------- | ------------------- | ----- | -------- | --------------------------------------------------- |
| 1974        | Dead and the Maiden |       |          | John A Wiles jr., naar een verhaal van Ray Bradbury |

### Missen, cantates en geestelijke muziek
- 1992-1995 · Mass, voor sopraan, bariton, gemengd koor, jongeskoor en harmonieorkest
  1. Introit
  2. Kyrie
  3. Before The Gloria: "Quietly entering your presence"
  4. Gloria
  5. Before the Credo: "Bright Window"
  6. Credo
  7. Before The Sanctus: "Near the hermitage of my dreams"
  8. Sanctus
  9. Before The Benedictus: "Sophia, when you call me"
  10. Benedictus
  11. Before the Agnus Dei: "O Earth, O Stars"
  12. Agnus Dei
  13. Dona Nobis Pacem

### Werken voor koor
- 1970-1974 · The one and only, book met madrigalen voor gemengd koor
- 1973 · City Tree, voor vrouwenkoor (SSAA) en harp
- 1973 · The nameless fear, or the unanswered question put yet another way, voor gemengd koor en kamerensemble
- 1977 · I wake and feel the fell of dark not day, voor gemengd koor
- 1977 · Hear my prayer o Lord - psalm 102 voor gemengd koor en piano
- 1984 · Seven lyrics from Sappho, voor gemengd koor
- 1985 · Vijf korte koraalstukken, voor gemengd koor
- 1987 · The four seasons, voor gemengd koor
- 1987 · Four Lullabie, voor vrouwenkoor (SA) en piano
- 1988 · A Litany for courage and the seasons, zes liederen voor gemengd koor, klarinet en vibrafoon op gedichten van Richard Beale
- 1996 · The hungry Heart, voor gemengd koor

### Vocale muziek
- 1975 · Anne Sexton Songs, voor sopraan en piano
- 1976 · Five Songs, voor sopraan, bariton en kamerorkest
- 1978 · Hills of may, voor sopraan en strijkkwartet
- 1984 · Lincoln speaks at Gettyburg: A Musical Narrative, voor tenor, altfluit en contrabas
- 1996 · Black dog songs, zes liederen op gedichten van Richard Beale voor tenor en piano

### Kamermuziek
- 1968 · Strijkkwartet
- 1971 · Trio, voor viool, klarinet en piano
- 1972 · Duo, voor fluit en piano
- 1973 · Trio nr. 2, voor altviool, klarinet en piano
- 1974 · Pray for tender voices in de darkness, voor harp en piano
- 1975 Three pieces, voor klarinet en piano
- 1977 · Orpheus, voor twee fagotten en marimba
- 1978 · Cello songs, voor cello en piano
- 1979 · Music for Dr. Who, voor fagot en piano
- 1979 · Forth piece, voor klarinet en piano
- 1981 · Heaven to clear when day did close, fantasie op een thema van Barney Childs voor tenorsaxofoon en strijkkwartet
- 1982 · Arcadia, voor cellokwartet
- 1984 · Blazerskwintet nr. 1
- 1986 · Blazerskwintet nr. 2
- 1986 · Arise!, voor koperkwintet
- 1987 · Images from «The old Gringo» (Carlos Fuentes), elf kleine stukken voor viool, klarinet en piano
- 1988 · Sonata, voor altsaxofoon en piano
- 1989 · Little Symphony on the name of Barney Childs, voor klarinet solo
- 1990 · Nocturne, voor viool en piano
- 1990 · Little concerto for six players
- 1992 · Sonata, voor hobo en piano
- 1993 · Montana Music: Fantasy on a Choral Tune, voor viool en altviool
- 1993 · Montana Music: Trio, voor viool, cello en piano
- 1994 · Tears, voor altviool, cello, fagot en piano
- 1996 · Sonata, voor hoorn en piano
- 1997 · Mountain Roads, voor saxofoonkwartet
- 1998 · Song Book, voor altsaxofoon en marimba
- 1999 · Blazerskwintet nr. 3

### Werken voor piano
- 1978 · Piano song

### Werken voor gitaar
- 1981 · Meditation on «Dr. Affectionate» (Günther Grass)

### Werken voor slagwerk
- 1977 · Variations on «Lost love», voor marimba
- 1980 · My Lady white, voor marimba
  1. madrigal - my lady white
  2. spring ... birds sing ... a gift of rings
  3. for pretty allison
- 1982 · Arcadia II, concert voor marimba en slagwerk-ensemble
- 1991 · Crown of Thorns, voor slagwerk-ensemble
- 1992 · Montana Music - Three Dances for Percussion, voor groot slagwerk-ensemble
  1. Quite Slow
  2. Slowly
  3. Moderate
- 2001 Hohner, voor groot slagwerk-ensemble
- 2002 Time Stream, voor Steel Drum Band